# Paul Albert Gordan
Paul Albert Gordan, nemški matematik, * 27. april 1837, Breslau, Nemčija (sedaj Wroclaw, Poljska), † 21. december 1912, Erlangen. 

## Življenje in delo
Gordan je študiral na Univerzi v Königsbergu in bil Jacobijev študent. Doktoriral je leta 1862 na Univerzi v Breslauu pod Jacobijevim mentorstvom. Bil je profesor na Univerzi v Erlangnu.
Izpopolnil je teorijo invariant, kjer je (1868 do 1869) dokazal, da pripada vsaki binarni formi končni sistem racionalnih invariant in kovariant, s katerim lahko izrazimo vse druge racionalne invariante in kovariante v racionalni obliki. Njegov izrek »Endlichkeitssatz« je Hilbert leta 1890 razširil na algebrske forme z n spremenljivkami. Pri Gordanu je doktorirala Noetherjeva.
Gordan je zavrnil Hilbertov dokaz njegovega izreka o bazi iz leta 1888, ki je zelo posplošil njegov rezultat o invariantah, in dejal: »To ni matematika, ampak teologija.« Dokaz je zahteval (nekonstruktivni) obstoj končne baze za invariante.
Gordan je podal elementarni dokaz o transcendentnosti števila π.